# Chrámové hospodářství
Chrámové hospodářství nebo také vláda teokracie[zdroj⁠?!] je historický systém vlády většinou měst, kdy se centrum politického, náboženského a hospodářského života nacházelo v chrámu.  V okolí chrámu byla rozmístěna skladiště, kde se shromažďovaly řemeslnické výrobky a veškerá úroda, která byla následně přerozdělována obyvatelstvu dle potřeby.
Na vrcholu mocenské hierarchie stál kněz (správce chrámu), jemuž patřila veškerá půda. Zároveň rozhodoval, kdo kde bude pracovat a kdo bude co vyrábět. Postupně se začala správa strukturovat a pro nejvyššího kněze pracovali nižší knězi a správci. Tito nižší správci měli zajištěnou naturální mzdu. Ve větší míře v chrámovém hospodářství pracovali i otroci nebo námezdní pracovníci.
Tyto systémy vlády se uplatňovaly např. na jihu Mezopotámie v 1. polovině 4. tisíciletí př. n. l. ve městech Ur, Uruk, Lagaš, Eridu, Kiš.
V pozdějších dobách bylo chrámové hospodářství vystřídáno tzv. palácovým hospodářstvím, ve kterém je nejmocnější osobou panovník sídlící ve svém paláci.